# Зоран Пејић
Зоран Пејић (Београд, 4. новембар 1965), познатији под именом Пеја, српски је водитељ.

## Биографија
Зоран Пејић рођен је 4. новембра 1965. године у Београду. Године 1996. се оженио фолк певачицом Златом Петровић, а кумови су им били Јашар Ахмедовски и Гоца Божиновска. Пеја и Злата су у браку добили сина Јована, а иако су се касније растали, остали су у добрим односима. Године 2017. се на Ибици оженио 20 година млађом Драганом Качавендом. Венчању су присуствовали само кумови, а славље се одржало на једној плажи.
Пре него што је постао водитељ, Пеја је радио као таксиста. Након што су Саша Поповић и Лепа Брена напустили Зам музичку продукцију, 1998. године су одлучили основати властиту продукцију и тако је настао Гранд. Уз Поповића, један је од првих водитеља Грандових емисија. Прва емисија под називом Гранд шоу је приказана 3. децембра 1998. године.
Пеја је после на ДМ телевизији Драгане Мирковић водио емисије Пеја шоу и Уторком у 8, коју је касније преузела певачица Маја Маријана. Он је тада честитао Маји Маријани и рекао да то лепо ради, али да је то исто као кад би се он нашао у улози певача, а каже да му певање баш и не иде. Пеја је такође одлучио учествовати у ријалити-шоуу Фарма, а напустио ју је пре суперфинала. Између осталих кандидата, Пеји су тада друштво правили и бивша супруга Злата Петровић и Хасан Дудић с којим је Злата раније била у браку.
Године 2013. постаје ново лице Хепи телевизије на којој је с Бојаном Ристивојевић био домаћин емисије Летњиковац. Неки од гостију који су се појавили у првој емисији су били Милош Бојанић, Вера Матовић и Небојша Војводић. Водио је и емисију Брвнара. Године 2014. је на Пинк телевизији водио музичку емисију А што не би могло, у којој су се испуњавале музичке жеље гледаоца, а касније на Гранд телевизији почиње да води музичку емисију Песмом за душу. Од 2018. године води ријалити-шоу Парови 8 на Хепи телевизији.